# Stagecoach (pel·lícula de 1966)
Stagecoach és una pel·lícula western estatunidenca de 1966, dirigida per Gordon Douglas entre juliol i setembre de 1965, com remake a color del clàssic en blanc i negre guanyador d’un Oscar de John Ford Stagecoach. A diferència de la versió original que va enumerar els seus deu actors principals per ordre d'importància, les estrelles principals es classifiquen per ordre alfabètic.

## Argument
El 1880, un grup d'estrangers al Territori de Wyoming s'embarca a la diligència en direcció est des de Dry Fork fins a Cheyenne. Els viatgers semblen corrents, però molts tenen secrets dels quals fugen. Entre ells hi ha Dallas, una prostituta que està sent expulsada de la ciutat; un metge alcohòlic, Doc Boone; embarassada Lucy Mallory que es troba amb el seu marit oficial de cavalleria; i el venedor de whisky Samuel Peacock. A mesura que comença l'escenari, el tinent de Cavalleria Blanchard anuncia que Cavall Boig i els seus sioux estan en guerra; la seva petita tropa oferirà una escorta part del camí.

## Repartiment
| Actor           | Paper                             |
| --------------- | --------------------------------- |
| Ann-Margret     | Dallas, l'amfitriona del Saló     |
| Red Buttons     | Mr. Peacock, comerciant de whisky |
| Mike Connors    | Hatfield, el jugador              |
| Alex Cord       | The Ringo Kid                     |
| Bing Crosby     | Josiah Boone, el metge alcohòlic  |
| Bob Cummings    | Henry Gatewood, el malversador    |
| Van Heflin      | Curley Wilcox, el marshall        |
| Slim Pickens    | Buck, el conductor                |
| Stefanie Powers | Mrs. Lucy Mallory, la futura mare |
| Keenan Wynn     | Luke Plummer, l’assassí           |

| amb Brad Weston Matt Plummer Joseph Hoover Tinent Blanchard John Gabriel Capità Jim Mallory Oliver McGowan Mr. Haines |

| David Humphreys Miller Billy Pickett Bruce Mars Dancing Trooper Brett Pearson Drunken Sergeant Muriel Davidson Mrs. Ellouise Gatewood |

| Ned Wynn Ike Plummer Norman Rockwell Busted Flush el jugador de pòquer Edwin Mills Sergeant Major Hal Lynch Jerry the Bartender and The Westernaires US Army Cavalry |

| Walker Edmiston   | Agent de Cheyenne Wells Fargo |
| Priscilla Morrill | Eloise                        |
| Harry Carter      | juagdor de pòquer             |
| Ottola Nesmith    | landlady                      |
| Kam Tong          | Waldo                         |

1. ↑  Tal com s'indica al pòster: els noms dels personatges no s'especifiquen als crèdits del repartiment a la pantalla

### David Humphreys Miller i Norman Rockwell
També en el repartiment, interpretant els seus únics papers de pel·lícula acreditats, hi havia dos artistes, David Humphreys Miller, un historiador del western de 47 anys que es va especialitzar en la cultura dels indis de les planures del nord i va crear, entre les seves obres, 72 retrats dels supervivents de la batalla de Little Bighorn i Norman Rockwell, de 71 anys, que estava compromès per estar al plató per pintar. els retrats de les estrelles i li van assignar el petit paper de jugador de pòquer de la ciutat àlies Busted Flush. La seqüència de crèdits de tancament de la pel·lícula inclou la inscripció a pantalla completa, THE CAST AS PAINTED BY NORMAN ROCKWELL, seguida d'imatges de cadascun dels deu actors principals en el mateix ordre que als crèdits d'obertura. Els retrats també es van utilitzar al pòster de la pel·lícula.

## Producció

### Desenvolupament
El productor Martin Rackin va dir que es va interessar a fer la pel·lícula després d'haver acabat un període com a cap de producció a Paramount. Va dir que sentia que l'original estava antic i que el públic modern no el coneixia gaire. També creia que els westerns eren el "pa amb mantega de la indústria".
Un amic seu estava comprant els drets de la pel·lícula, però no tenia diners. Rackin va intervenir i va aconseguir vendre la pel·lícula a Darryl F. Zanuck a Fox.
Va contractar Gordon Douglas per dirigir-la. Els homes havien treballat junts deu vegades abans i Rackin el va anomenar "el director més subestimat de Hollywood - fins i tot va fer que Harlow semblés interessant - un cavall de batalla que segueix ajudant quan un estudi té problemes i simplement no ha tingut material correcte."
Edmond O'Brien i Richard Quine van recomanar Alex Cord a Rackin.

### Localitzacions
El rodatge va començar el 6 de juliol de 1965. Els exteriors es rodaren a Boulder (Colorado).
Una declaració als crèdits finals diu: "Els productors expressen el seu agraïment als propietaris del Caribou Country Club Ranch a Nederland (Colorado), i al Departament de parcs d'aquest estat, per la seva col·laboració en la realització d'aquesta pel·lícula."

### Comparació amb la pel·lícula de 1939
Paral·lelament a la versió de 1939, Ann-Margret substitueix a Claire Trevor com a hostessa/prostituta de saló Dallas. Red Buttons fa el paper de Mr. Peacock, el venedor ambulant d'alcohol amb vestit de sacerdot, interpretat el 1939 per Donald Meek. Michael Connors retrata el jugador Hatfield, creat per John Carradine.
Quart alfabèticament Alex Cordés Ringo Kid, el paper que va convertir John Wayne en una estrella més enllà dels westerns de sèrie B en els que havia aparegut durant la dècada de 1930. En cinquè lloc hi ha Bing Crosby, fent la seva última aparició important com a actor en una pel·lícula, interpretant l'alcohòlic Doc Boone, aportant la seva pròpia interpretació a la interpretació del personatge que va valer a Thomas Mitchell l'Oscar al millor actor secundari.
En sisè lloc Bob Cummings interpreta interpreta el banquer malversador Gatewood, un paper assignat el 1939 a Berton Churchill. El setè lloc, Van Heflin, és el marshall, Curley, interpretat a l'original per George Bancroft. La vuitena posició alfabètica la ocupa Slim Pickens com el conductor de la diligència, Buck, inicialment interpretat per Andy Devine. Lucy Mallory, interpretada el 1939 per Louise Platt.
Al final de l'elenc alfabètic, Keenan Wynn, en desè lloc, hi ha Luke Plummer, el patriarca d'una família d'assassins, interpretat el 1939 per l'estrella occidental Tom Tyler, que ocupa l'11è lloc als crèdits finals. Finalment, el 12è actor secundari Joseph Hoover representa el tinent, un personatge originat per Tim Holt, que figurava en 10è lloc als crèdits de 1939.

## Banda sonora
Crèdits inicials
- Wayne Newton

canta "Stagecoach to Cheyenne"
lletra i música
Lee Pockriss i Paul Vance
Sense acreditar
- "Stagecoach Theme (I Will Follow)"

Música de Jerry Goldsmith
Lletra de Ruth Batchelor
Orquestrada per Harry Betts
Arranjament vocal de Bill Brown
Interpretada pels Bill Brown Singers
- "Stagecoach To Cheyenne"

per Lee Pockriss i Paul Vance
Orquestrada per Shorty Rogers
Arranjament vocal de Bill Brown
Interpretada pels Bill Brown Singers

## Recepció

### Taquilla
Segons els registres de Fox, la pel·lícula necessitava guanyar 6.300.000 dòlars en rendes per arribar a l'equilibri i va guanyar 6.950.000 dòlars, el que significa que va obtenir beneficis.

### Crítiques
Variety ho resumeix així: "La nova versió de "Stagecoach" està carregada d'atractiva la taquilla. Deu estrelles que representen un ampli espectre d'interès del públic, un guió absorbent sobre diversos personatges reunits pel destí, a més d'una bona direcció i actuacions, tot s'embolica en una producció de Martin Rackin ben muntada... Crosby projecta amb eloqüent la mundanitat cansada d'una persona que encara no ha perdut tota l'autoestima. Molt de l'humor evoluciona a partir del seu gag corrent amb Red Buttons, el venedor de licors vestit de predicador i amb modalitats interpretat abans pel difunt Donald Meek."
La ressenya de The New York Times incloïa: "És possible que els aficionats a l'acció no ho trobin curt, però només alguns dels principals aconsegueixen més que efectes de superfície. En una desviació decidida de la norma, Bing Crosby, com el cirurgià sense afaitar i borratxo, és casual, natural, desenfadat i lleugerament divertit. El Sr. Heflin és autoritzat i taciturn com el marshall intentant d'evitar que el seu presoner, Ringo Kid, sigui abatut pels salvatges Plummers i el Sr. Cord. és pròpiament dur, nerviós i decidit com aquell vaquer solitari venjatiu […] Però "Stagecoach", al cap i a la fi, és una òpera de cavalls, i els cavalls, el paisatge atractiu, aquestes mans fiables i un so i una fúria magnífics fan que sigui un viatge agradable durant la major part del camí."
Quentin Tarantino és un admirador de la pel·lícula dient que "pot estar orgullosa al costat de la versió de John Ford" i va afegir que li van agradar especialment les actuacions de Bing Crosby, Alex Cord i Mike Connors, així com la direcció de Gordon Douglas.

### Ressenyes de guies de pel·lícules
Leonard Maltin's Movie Guide (edició de 2014) va donar a Stagecoach 2½ estrelles (sobre 4), descrivint-lo com un "Western [C]olorit i amb estrelles" que "està bé, però no pot aguantar una espelma a l'obra mestra de 1939". Maltin també l'anomena "[a]llargada" i assenyala que "Wayne Newton canta la cançó del títol!". Steven H. Scheuer's Movies on TV (edició 1972–73) també va concedir 2½ estrelles (sobre 4), caracteritzant-lo "[Un] remake d'estrelles del clàssic" i avaluant que "[L]a versió de Ford era millor, però l'acció encara és força bona la segona vegada". Una edició posterior (1986–87) va escurçar la revisió de la càpsula a "[U]na all-star..." i "[A]cció encara és força bona...". Una edició encara posterior (1993–1994) va conservar "[U]na all-star", però va revisar la segona frase a "[no està a l'altura del seu predecessor, però està bé en els seus propis termes".
Assignant 2 estrelles (sobre 5), The Motion Picture Guide (1987) va plantejar que "[]per què Hollywood insisteix a tornar a fer clàssics sempre serà un trencaclosques. La versió de 1939 de John Ford de la història de Haycox. va ser un autèntic clàssic de l'oest i es tracta d'una autèntica truita de l'oest. La presència de Crosby, en el seu darrer treball d'actor al cinema, evita que la pel·lícula sigui un embolic total en els protagonistes, així com Liz Ashley i Anthony Newley tan horrible, va fer que aquesta pel·lícula semblés bona en comparació". Més endavant, en el seu escrit, The Guide opina que "[M]entre que l'original tenia personatges atractius i no tanta violència, aquest es concentra en la sagnia, el diàleg és un intent fallit de ser "adult" i les actuacions són generalment deficients. Norman Rockwell apareix breument. Ha fet els excel·lents retrats dels actors utilitzats amb el crèdit final i el van recompensar amb un paper a la pel·lícula, el seu primer i únic Wayne Newton canta 'Stagecoach to Cheyenne'. (Lee Pockriss i Paul Vance). És el tipus de cançó que no agrada a la primera escolta i que s’odia a la segona".
VideoHound's Golden Movie Retriever (edició de 2011) no té una entrada separada per a la versió de 1966, però, al final de la seva redacció per al clàssic de 1939 hi ha la frase, "Refet miserablement amb [sic] el 1966 i de nou —per què?— com una pel·lícula de televisió el 1986".
Entre les referències britàniques, el crític de TimeOut Film Guide, Paul Taylor, va aconsellar "[M]ireu de nou els crèdits abans de caure en la temptació: aquest és el remake sense enginy del clàssic de Ford, sense color ni res de Cord com una recompensa adequada pel monocrom polsegós de Bert Glennon o el primer punt de Wayne com el Ringo Kid" (de l'edició de 2009). Leslie Halliwell a la seva Film Guide (5a edició, 1985) es va sentir encara menys caritativa, denigrant-la com a [Ab]solutament terrible remake de l'anterior; costós però totalment sense esperit, mal interpretat i poc interessant". Finalment, David Shipman a la seva Good Film and Video Guide de 1984, no li atorga cap estrella (el primer nombre de Shipman és 4) , qüestionant "[U]s pregunteu per què s'han atrevit o s’han molestat. A la pel·lícula de Ford tot funciona però aquí gairebé res". Conclou amb "Keenan Wynn interpreta a un home dolent esperant que arribi la diligència. La seva professionalitat, i la d'Heflin i Crosby, són un consol”.